# Direitos humanos no Brasil
Os direitos humanos no Brasil são garantidos na Constituição de 1988. Nessa constituição, consagra no artigo primeiro o princípio da cidadania, dignidade da pessoa humana e os valores sociais do trabalho. Ao longo da constituição, encontra-se no artigo 5.º o direito à vida, à privacidade, à igualdade, à liberdade, além de outros, conhecidos como direitos fundamentais, que podem ser divididos entre direitos individuais, coletivos, difusos e de grupos. Os direitos individuais têm como sujeito ativo o indivíduo humano, os direitos coletivos envolvem a coletividade como um todo, direitos difusos, aqueles que não conseguimos quantificar e identificar os beneficiários e os direitos de grupos são, conforme o Código de Defesa do Consumidor, são direitos individuais "homogêneos, assim entendidos os decorrentes de origem comum".
A história dos direitos humanos no Brasil está vinculada com a história das constituições brasileiras. Na constituição de 1824 garantia direitos liberais, por mais que concentrasse poder nas mãos do imperador. Foi rejeitada em massa por causa da dissolução da constituinte. A inviolabilidade dos direitos civis e políticos contidos na constituição tinha por base a liberdade, a segurança individual e a propriedade. Na constituição de 1891, a primeira constituição republicana, garantiu sufrágio direto para a eleição dos deputados, senadores, presidente e vice-presidente da República, mas impediu que os mendigos, os analfabetos e os religiosos pudessem exercer os direitos políticos. A força econômica nas mãos dos fazendeiros permitiu manipular os mais fracos economicamente. Com a Revolução de 1930, houve um desrespeitos aos direitos humanos, que só seria recuperado com a constituição de 1934. Em 1937, com o Estado Novo, os direitos humanos eram quase inexistentes. Essa situação foi só recuperada em 1946, com uma nova constituição, que durou até 1967. Durante o Regime Militar, houve muitos retrocessos, como restrições ao direito de reunião, além de outros. Com o fim do regime militar, foi promulgada a constituição de 1988, que dura até os dias atuais.
O Brasil é membro da Organização dos Estados Americanos e ratificou a Convenção Americana sobre Direitos Humanos.

## Educação

Analfabetismo no Brasil (2010)
0-4,9%
5-9,9%
10-14,9%
15-19,9%
20-24,9%

A educação no Brasil é gerida e organizada por cada tipo de governo. A Constituição de 1988 dá o direito à educação e alega ser um direito social e que é um "direito de todos e dever do Estado e da família", que "será promovida e incentivada com a colaboração da sociedade, visando ao pleno desenvolvimento da pessoa, seu preparo para o exercício da cidadania e sua qualificação para o trabalho". O investimento do Estado na educação atingiu 5% do Produto Interno Bruto em 2009.
A Lei de Diretrizes e Bases da Educação Nacional é a lei que estabelece as diretrizes para a educação brasileira. Essa lei considera a educação infantil a "primeira etapa da educação básica". A educação infantil é oferecida pelas creches (para crianças de até três anos de idade) e pré-escolas (para crianças de quatro a cinco anos de idade). A partir dos sete anos, é oferecido o ensino fundamental, ensino obrigatório a todos e tem a duração mínima de oito anos. Após a conclusão do ensino fundamental, há o ensino médio, com duração mínima de três anos. É a etapa final da educação básica, sendo que, após o ensino médio, pode-se optar pelo ensino superior.
Com dados do IBGE em 2011, 12,9 milhões de brasileiros com mais de quinze anos de idade são analfabetos, sendo que 52,7% na Região Nordeste. O analfabetismo funcional está estimado em 30,5 milhões de brasileiros.
Índices de reprovação e de abandono escolar são os mais altos da América Latina. Conforme o Relatório de Monitorização de Educação para Todos de 2010, a qualidade da educação brasileira é baixa, principalmente no ensino básico. Há um índice baixo de crianças que ultrapassam o quinto ano. O alto índice de abandono escolar aumenta a fragilidade da educação no Brasil.
O Índice de Desenvolvimento da Educação Básica, indicador criado pelo governo federal para medir a qualidade do ensino nas escolas públicas, declara a nota do Brasil sendo 5,0 nos anos iniciais, 4,1 nos anos finais e 3,7 no Ensino Médio.
| Anos Iniciais do Ensino Fundamental | Anos Iniciais do Ensino Fundamental | Anos Iniciais do Ensino Fundamental | Anos Iniciais do Ensino Fundamental | Anos Iniciais do Ensino Fundamental | Anos Iniciais do Ensino Fundamental | Anos Iniciais do Ensino Fundamental | Anos Iniciais do Ensino Fundamental | Anos Finais do Ensino Fundamental | Anos Finais do Ensino Fundamental | Anos Finais do Ensino Fundamental | Anos Finais do Ensino Fundamental | Anos Finais do Ensino Fundamental | Anos Finais do Ensino Fundamental | Anos Finais do Ensino Fundamental | Anos Finais do Ensino Fundamental | Ensino Médio   | Ensino Médio   | Ensino Médio   | Ensino Médio   | Ensino Médio | Ensino Médio | Ensino Médio | Ensino Médio |
| IDEB Observado                      | IDEB Observado                      | IDEB Observado                      | IDEB Observado                      | Metas                               | Metas                               | Metas                               | Metas                               | IDEB Observado                    | IDEB Observado                    | IDEB Observado                    | IDEB Observado                    | Metas                             | Metas                             | Metas                             | Metas                             | IDEB Observado | IDEB Observado | IDEB Observado | IDEB Observado | Metas        | Metas        | Metas        | Metas        |
| 2005                                | 2007                                | 2009                                | 2011                                | 2007                                | 2009                                | 2011                                | 2013                                | 2005                              | 2007                              | 2009                              | 2011                              | 2007                              | 2009                              | 2011                              | 2013                              | 2005           | 2007           | 2009           | 2011           | 2007         | 2009         | 2011         | 2013         |
| ----------------------------------- | ----------------------------------- | ----------------------------------- | ----------------------------------- | ----------------------------------- | ----------------------------------- | ----------------------------------- | ----------------------------------- | --------------------------------- | --------------------------------- | --------------------------------- | --------------------------------- | --------------------------------- | --------------------------------- | --------------------------------- | --------------------------------- | -------------- | -------------- | -------------- | -------------- | ------------ | ------------ | ------------ | ------------ |
| 3.8                                 | 4.2                                 | 4.6                                 | 5.0                                 | 3.9                                 | 4.2                                 | 4.6                                 | 4.9                                 | 3.5                               | 3.8                               | 4.0                               | 4.1                               | 3.5                               | 3.7                               | 3.9                               | 4.4                               | 3.4            | 3.5            | 3.6            | 3.7            | 3.4          | 3.5          | 3.7          | 3.9          |

## Liberdade de imprensa

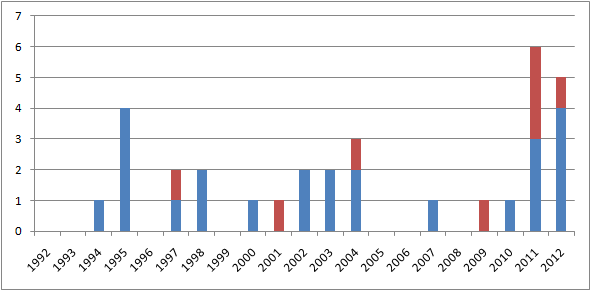
Jornalistas mortos no Brasil por motivos relacionados ao jornalismo.
Motivo confirmado
Motivo não confirmado

Na Constituição de 1988, há um capítulo específico para a comunicação social, disciplinando a liberdade de expressão, de imprensa, censura, a propriedade das empresas jornalísticas e a livre concorrência. O artigo 220 da constituição diz que "nenhuma lei conterá dispositivo que possa constituir embaraço à plena liberdade de informação jornalística em qualquer veículo de comunicação social, observado o disposto no art. 5º, incisos IV, V, X, XIII e XIV". Mas conforme a organização Repórteres Sem Fronteiras, a situação da liberdade de imprensa é delicada. A organização alega que, para os jornalistas, há uma insegurança elevada, principalmente nas regiões Norte e Nordeste e cita mortes e atentados contra jornalistas e blogueiros. Também cita multiplicação de ações abusivas contra a imprensa por parte de autoridades locais após a revogação, pelo Supremo Tribunal Federal, da Lei de Imprensa.
Conforme o relatório da organização Repórteres Sem Fronteiras denominada Brasil: O País dos Trinta Berlusconi, o modelo atual de funcionamento da mídia impede o pluralismo e a livre circulação da informação e que o mercado de comunicação de massas, no Brasil, é dividido por dez famílias. Conforme o relatório, há "relações quase incestuosas entre o poder político, econômico e midiático". Além disso, a liberdade de imprensa é violada pelo poder judicial que atendem aos interesses do poder local.
O Comitê para a Proteção dos Jornalistas alega que o Brasil é uma das nações onde a liberdade de imprensa mais corre perigo no mundo. O Comitê avaliou o país com seis indicadores: mortes, prisões, legislação restritiva, censura estatal, impunidade nos ataques contra a imprensa e quantidade de jornalistas exilados. O Comitê alega que no Brasil há altos índices de assassinatos e impunidade, além de censura judicial.

## Saúde
Na Constituição de 1988, a saúde é considerada "direito de todos e dever do Estado". O Sistema Único de Saúde (SUS) foi criado pela mesma constituição e é regulado pela Lei 8.080 de 19 de setembro de 1990. O atendimento pelo Sistema Único de Saúde é obrigatório a qualquer cidadão e é proibido a cobrança de dinheiro sob qualquer pretexto. Há críticas ao SUS, por suas deficiências, como longas filas para serem atendidos, indisponibilidade de medicamentos e má remuneração de servidores da área.
Há também planos de saúde privados que são pagos. Mais de 47 milhões de brasileiros possuem planos de saúde, sendo que cerca de 30 milhões participam de convênios empresariais. Geralmente, os planos de saúde se concentram em regiões mais ricas e têm mais equipamentos sofisticados que no Sistema Único de Saúde. Os planos são regulados pela Agência Nacional de Saúde Suplementar. O número de brasileiros que aderem a um plano de saúde cresceram nos últimos anos. No final de 2003, não passava de 32 milhões de brasileiros. Em 2008, o número de pessoas ultrapassou os 40 milhões.
Conforme dados do IBGE, a saúde é mais financiada pelas famílias brasileiras do que pelo Estado. As famílias brasileiras financiam 128 bilhões de reais, enquanto que o Estado gasta 93 bilhões de reais com a saúde.

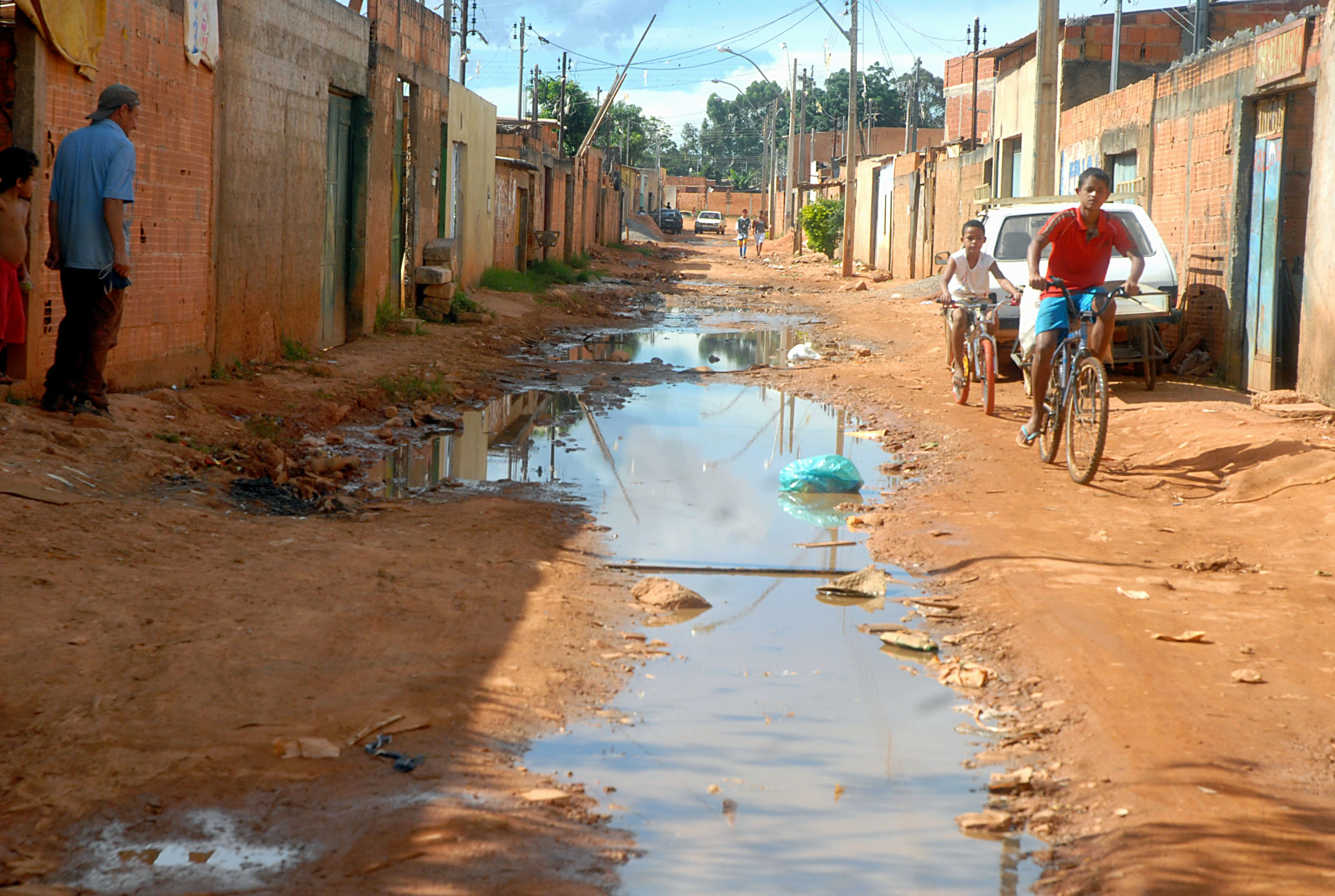
Rua sem coleta de esgoto no Distrito Federal

O saneamento básico é considerado preocupante pelo IBGE. Conforme um estudo, a maior parte do fornecimento de água não é fornecida pelo governo e um quarto das cidades sofre com os desabastecimentos de água e em 58,2% das cidades, o abastecimento de água é feito por organizações não governamentais. O racionamento de água é considerado um problema sério, principalmente na região do semiárido. A coleta do esgoto chega a 46,2% da população brasileira, sendo que, do esgoto gerado, 37,9% recebe algum tipo de tratamento. Do esgoto das cem maiores cidades do Brasil, 36,28% é tratado e um quinto das cidades oferecem água tratada a 100% de sua população.
A taxa de mortalidade infantil em 2011, chegou a 19 por cada mil nascidos vivos. Entre 1990 e 2011, a taxa de mortalidade infantil caiu 73% e foi destaque no relatório da Unicef. A expectativa de vida no Brasil, conforme o IBGE, é de 74 anos e 29 dias e o Índice de Desenvolvimento Humano é de 0,718, ocupando a 84ª posição em um ranking de 187 países.

## Segurança

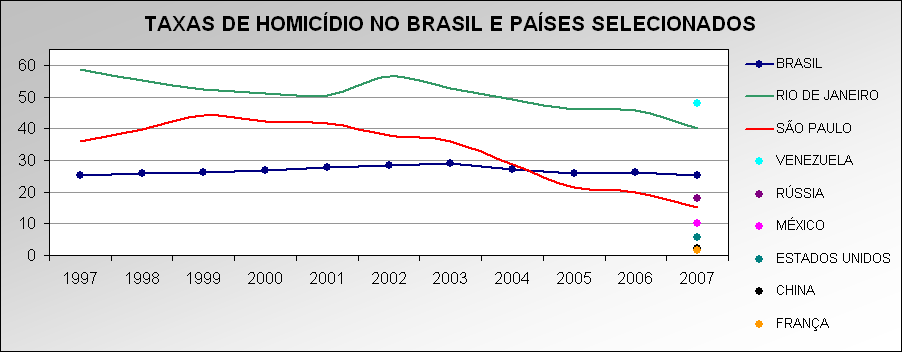
Taxas de homicídio no Brasil (linha azul com pontos), nos estados de São Paulo (linha vermelha), Rio de Janeiro (linha verde) e em países selecionados.

A criminalidade no Brasil é elevada. O Brasil possui altas taxas de criminalidade, como roubos e homicídios. A taxa de homicídios no Brasil chega a 20,0 para cada 100 000 habitantes, incluindo o Brasil na lista dos países mais violentos do mundo e com estatísticas comparáveis a nações em guerra. Em sua grande maioria, ocorrem entre os jovens de idades entre 15 a 39 anos. 95% dos homicídios ocorridos no Brasil não são resolvidos. As causas da constante criminalidade no Brasil são a impunidade e investimento insuficiente em inteligência.
Conforme um estudo do Mapa da Violência, a violência está saindo dos polos dinâmicos da violência e indo para cidades do interior e estados de baixo e médio porte, com menor presença do Estado na área de segurança pública.
Nas comunidades carentes do Rio de Janeiro, há milícias, policiais, bombeiros e agentes penitenciários que cobram taxa de moradores para uma suposta proteção contra traficantes, e traficantes de várias facções controlando essas regiões.

### Sistema penitenciário
O sistema penitenciário é considerado falido há algum tempo. O ex-Ministro da Justiça, Tarso Genro, declarou que "o sistema penitenciário em geral está falido".
A maioria das prisões estão lotadas e não oferecem as condições de higiene mínima adequada aos detentos. Estupro na prisão e espancamentos por agentes penitenciários não são um fato isolado. Com mais de 400 mil detentos no sistema, o Brasil possui a segunda maior taxa de população carcerária da América do Sul, perdendo apenas para o Chile. Além disso, existem mais de 13,4 mil adolescentes detidos em centros de detenção para menores, de acordo com o Ministério da Justiça. As condições dos detentos menores de idade não são melhores, como revelou o último relatório da Anistia Internacional sobre o Brasil, que cita casos de espancamento de detentos da Fundação CASA (SP) e a morte por espancamento de um jovem de 17 anos detido no DEGASE (RJ).
O caso de uma adolescente estuprada por homens numa cela, ocorrido no final de 2007 em uma delegacia do município de Abaetetuba, no estado do Pará, trouxe à tona as condições precárias do sistema carcerário brasileiro. Um outro caso, de dois suspeitos de roubo espancados na virilha por policiais militares do 4.o Batalhão de Picos, no Piauí, mereceu o destaque da mídia local. Alguns veículos de imprensa chegaram a publicar as fotos do exame de corpo de delito dos jovens. Mais recentemente, foi divulgado um vídeo de agentes prisionais espancando um acusado de matar sete pessoas da mesma família na Paraíba. O diretor do presídio acabou sendo afastado.

## Discriminação

### Contra indígenas
Os povos indígenas do Brasil são vítimas de assassinatos, intimidações, discriminação e expulsões forçadas. Atrasos em decisões judiciais contribuíram para a persistência da violência contra os indígenas. Após sua visita ao Brasil, em agosto de 2008, o relator especial da Organização das Nações Unidas sobre povos indígenas criticou "a persistente discriminação à elaboração de políticas públicas, à prestação de serviços e à administração da Justiça" que "contagiou setores da sociedade e provocou episódios de violência".
Os eventos mais recentes de violência contra os índios inclui o confronto pela homologação da Reserva Raposa Serra do Sol, no estado de Roraima, e o assassinato de Mozeni Araújo de Sá, um líder indígena do povo Trucá, em Cabrobó, no Pernambuco.

### Contra ateus
Discriminação contra ateus inclui a perseguição e discriminação sofridas pelos ateus e por aqueles rotulados como ateus no passado e na era atual. Uma pesquisa de agosto de 2010 realizada pelo Núcleo de Opinião Pública da FPA em uma iniciativa da Fundação Perseu Álamo e o SESC revelou que 66% das mulheres brasileiras jamais votariam em um ateu e 11% dificilmente votaria, enquanto 61% dos homens brasileiros nunca votaria e 13% dificilmente votaria. Uma pesquisa realizada no dia 13 de dezembro de 2012 pelo Datafolha indica que 86% dos brasileiros acreditam que a crença em Deus torna as pessoas melhores, enquanto que apenas 13% acreditam que implicação não é obrigatória. Ateus que expressam abertamente a sua opinião passam frequentemente a carregar um estigma social, correndo o risco de serem discriminados, ou, em alguns países, condenados à morte. Alguns adeptos de visões teístas julgam aqueles que não professam qualquer crença em divindades como sendo amorais ou não confiáveis - inadequados, portanto, como membros da sociedade.[carece de fontes?]
Em julho de 2010, José Luiz Datena, apresentador do programa Brasil Urgente na emissora brasileira Band, fez associações preconceituosas entre criminalidade e descrença religiosa, acusando os que não acreditam em Deus como responsáveis pela degradação da sociedade. No começo de dezembro o Ministério Público Federal em São Paulo moveu ação em tribunal pedindo uma retratação com duração mínima o dobro do tempo dos comentários.[carece de fontes?]
O IBGE, fundação pública que teria por objetivo "retratar o Brasil com informações necessárias ao conhecimento da sua realidade e ao exercício da cidadania" não faz questionamento à população se as pessoas são ou não ateias. O método de questionamento no censo de 2010 foi: "Pesquisou-se a religião professada pela pessoa. Aquela que não professava qualquer religião foi classificada como sem religião. A criança que não tinha condição de prestar a informação foi considerada como tendo a religião da mãe." página 17 da referência:.

### Contra mulheres
Em 2006, foi promulgada a Lei Maria da Penha que aumenta o rigor das punições de agressões contra a mulher quando ocorridas dentro do ambiente doméstico. Após a promulgação, as denúncias de violência contra a mulher aumentou em 600%. No entanto, o Brasil ainda possui altos índices de violência doméstica, tanto contra crianças quanto contra mulheres. As principais causas são alcoolismo e vício em drogas, além de pobreza e baixa escolaridade. As mulheres de baixa renda que sofrem com o problema têm acesso limitado à Justiça. O contato com o sistema de justiça criminal muitas vezes resulta em maus-tratos e intimidações. Estatísticas divulgadas pelo Departamento Penitenciário Nacional em 2008 indicaram aumento de 77% na população carcerária feminina nos últimos oito anos – uma taxa de crescimento maior do que a masculina. As mulheres detentas enfrentam maus-tratos, serviços inadequados durante o parto e falta de condições para cuidar das crianças.
Conforme especialistas, a imagem da mulher na publicidade brasileira "parou no tempo" e que "não reflete avanços sociais". Conforme Lola Aronovich, publicidade de produtos de limpeza acabam sendo mostrados como "sendo usados com prazer pela  mulher, que sempre aparece sorrindo, limpinha, mesmo que para muitas as tarefas domésticas não sejam tão realizadoras". Além disso, ainda pesa o fato da maior parte do mercado publicitário ser dominado por homens.
No mercado de trabalho, a participação da mulher cresceu de 18,3 milhões em 2010 para 19,4 milhões em 2011. A maior parte desse crescimento são nas áreas de administração pública, restaurantes, de atendimento hospitalar, limpeza em prédios e em domicílios e comércio varejista especializado em eletrodomésticos e equipamentos de áudio e vídeo. Mesmo assim, ganhavam em 2011, 21% a menos que os homens.
O presidente da Comissão de Direitos Humanos e Minorias da Câmara dos Deputados Marco Feliciano, critica as recomendações do movimento feminista.
| “ | Quando você estimula uma mulher a ter os mesmos direitos do homem, ela querendo trabalhar, a sua parcela como mãe começa a ficar anulada, e, para que ela não seja mãe, só há uma maneira que se conhece: ou ela não se casa, ou mantém um casamento, um relacionamento com uma pessoa do mesmo sexo, e que vão gozar dos prazeres de uma união e não vão ter filhos. Eu vejo de uma maneira sutil atingir a família; quando você estimula as pessoas a liberarem os seus instintos e conviverem com pessoas do mesmo sexo, você destrói a família, cria-se uma sociedade onde só tem homossexuais, você vê que essa sociedade tende a desaparecer porque ela não gera filhos | ” |

Essa declaração foi criticada por movimentos feministas. Hildete Pereira de Melo, professora da Universidade Federal Fluminense, alegou que o pensamento do parlamentar "é atrasado porque não acompanha o avanço da sociedade". O pesquisador Paulo Victor Lopes Leite, do Instituto de Estudos da Religião, disse que o pensamento do parlamentar é majoritário entre os integrantes da Frente Parlamentar Evangélica.

### Contra negros
Conforme uma pesquisa publicada em 2011, 63,7% dos brasileiros acreditam que a raça influencia na qualidade de vida do cidadão. Para a maioria dos 15 mil entrevistados, interfere no trabalho (71%), questões relacionados à justiça e polícia  (68,3%) e em relações sociais (65%). Para descrever diversos aspectos da desigualdade social, tem se utilizado o nome de apartheid social para traçar um paralelo com a separação de negros e brancos com a sociedade africana sob o regime do apartheid.
| Indicadores           | Brasileiro branco | Brasileiro negro |
| --------------------- | ----------------- | ---------------- |
| Alfabetização         | 94,1%             | 86,6%            |
| Nível universitário   | 15,0%             | 4,7%             |
| Expectativa de vida   | 73,13             | 67,03            |
| Desemprego            | 5,7%              | 7,1%             |
| PIB per capita        | R$ 22,699         | R$ 15,068        |
| Mortes por homicídios | 29,24%            | 64,09%           |

Conforme Ivanir dos Santos, "há uma hierarquia de cor da pele onde os negros parecem saber seu lugar." Para a advogada Margarida Pressburger, membro do Subcomitê de Prevenção da Tortura da Organização das Nações Unidas, o Brasil ainda é "um país racista e homofóbico."
O relatório Mapa da Violência 2013: Homicídios e Juventude no Brasil mostra que negros são a maioria das vítimas de homicídios. Dos 467,7 mil homicídios contabilizados entre 2002 e 2010, 307,6 mil, ou seja, 65,8% foram de pessoas negras. Houve uma tendência de redução de homicídios de brancos em 26,4% e o aumento de homicídios de pessoas negras de 30,6%. Isso se observa na população em geral e principalmente nos jovens. Conforme o pesquisador Julio Jacobo Waiselfisz, há um mecanismo de culpabilização da vítima que incentiva a tolerância à violência contra grupos mais vulneráveis, fazendo com que o Estado não tome medidas para solucionar muitos desses casos.

### Contra homossexuais
De acordo com as estatísticas do Grupo Gay da Bahia, a cada 36 horas, um homossexual é morto no Brasil e 70% desses casos ficam impunes. Em Abril de 2009, o Grupo Gay da Bahia chegou a concluir que em 2008 foram assassinadas 122 homossexuais no Brasil, sendo 64% gays, 32% travestis e 4% lésbicas, um aumento de 55% sobre os números de 2007, mantendo o país como o que mais registra crimes de natureza homofóbica. A pesquisa foi feita com base em notícias divulgas pela imprensa nacional pois não existe um órgão oficial que realize essa pesquisa. A maioria dos assassinatos, de acordo com a pesquisa, são de garotos de programa.
Estudantes homossexuais dizem sofrer com a discriminação. Em um estudo realizado em 501 escolas detectou que 80% dos alunos gostariam de manter algum tipo de distanciamento de portadores de necessidades especiais, homossexuais, pobres e negros e 17,4%  diz conhecer alunos vítimas de bullying devido à homossexualidade.